# 김화 전투
김화 전투는 병자호란 와중인 1637년 2월 20일~2월 23일까지 강원도 김화에서 평안도 근왕군과 청군 사이에 벌어진 전투이다.

## 배경
쌍령 전투, 험천 전투 등에서 남한산성에 고립된 인조를 구하러 오는 군사들이 청군에게 격파되자, 순안 현령 허노와 평안도 관찰사 홍명구, 평안도 병마사 유림은 남한산성으로 가서 인조를 구원하기 위해 군사를 모아 남한산성으로 향하였다. 이들이 강원도 김화에 이르렀을 때 약탈을 벌이는 청군을 발견, 공격하면서 전투가 시작되었다.

## 전투
1637년 2월 20일 조선군은 약탈을 벌이는 청군을 보고 기병들을 보내 청군을 공격하였다. 청군은 갑작스러운 조선군의 공격으로 군사 태반을 잃고 패퇴하였다. 하지만 다음날인 2월 21일, 용골대와 마부대는 다시 수만명의 군사를 이끌고 김화 10리 밖에서 진지를 구축하며 조선군을 공격할 준비를 갖추고 있었다.
홍명구는 평지에서 진을 치고 청군과 싸울 것을 주장하였으나, 유림은 산에 진을 치는 것을 주장하였다. 그러나 그들은 의견을 맞추지 못하였고, 결국 허노와 홍명구는 평지인 탑동에서 정규군 2000명과 의병 300명을 이끌고 진을 치고, 유림은 3000명의 군사를 이끌고 산지인 백동에서 진을 치게 되었다.
1637년 2월 22일, 조선군이 내분으로 분열되었다는 정보를 입수한 청군은 탑동에 있는 홍명구의 진지를 포위하여 공격하였다. 청군은 먼저 대포를 발사하여 조선군 진지의 목책을 파괴하고, 조선군의 진지에 진입하여 치열한 전투를 벌였다. 청군과 조선군은 서로 백병전을 벌였으나, 조선군은 평야전과 백병전에 능한 청군의 군세에 밀리기 시작하였고, 패전의 조짐이 보이자 홍명구는 `능히 죽을 힘을 다해 싸우면 살 것이오, 죽더라도 이름은 죽지 않을것이다.'라고 말하며 군사들을 독려하였다. 그러나 수적으로 우세한 청군을 당해낼 수가 없었다. 홍명구는 늙은 어머니에게 남기는 글을 하인에게 준 뒤 수많은 청군을 살상한 끝에 전사하였고, 순안현령 허노도 필사적으로 청군에 맞서 싸웠으나 결국 1000명의 전사자를 내고 패배하고 말았다. 결국 탑동 전투는 조선의 패배로 끝났고, 백동에 주둔하고 있던 유림의 군대는 홍명구의 군대를 구원하지 않았다. 홍명구의 조선군을 궤멸한 청군은 그 기세를 몰아 유림이 주둔한 백동으로 달려들었다.
청의 갑작스러운 공격에 장수 구현준이 전사하여 병사들이 동요하자, 유림은 `내가 여기에 있으니 동요하지 말라'고 외쳤다. 유림이 독려하자, 병사들은 죽기를 각오하고 청군에 맞서 싸웠다. 유림은 1선에 배치한 창검병들로 하여금 청군을 공격하게 하였고, 청군은 조선군의 거센 반격에 당황하여 군사를 돌렸다. 그리고 청군은 다시 군사를 정비하고 병력을 나누어 번갈아가면서 공격하는 전술을 구사하여 조선군을 공격하였다. 이에 2선에 배치된 조선군 궁병과 어영 출신의 조총병들은 일제사격으로 위력적으로 대응하였다. 특히 조총병들이 발포하는 탄환은 청군 2~3명을 단숨에 관통하였다. 해질 무렵까지 청군은 계속해서 조선군을 공격하였으나, 사상자와 손실만 늘어날 뿐 아무런 성과가 없었다. 이때 백마를 타고 병사들을 지휘하던 청군 장수가 화살에 맞아 전사하자 청군은 퇴각하였다. 청군은 다시 야간에 조선군을 재공격하려 했으나 실패하고 퇴각하였다. 유림은 군사를 이끌고 본래 목적지였던 남한산성으로 향하였다. 그러나 이미 조선 조정과 청 사이에 강화가 체결된 뒤였고, 유림은 군사를 거두어 서울로 회군하였다.